# يوره
يوره (بالفريزية الغربية: De Jouwer) هي بلدة بالمقاطعة الهولندية فرايزلاند. وبتعداد سكانها البالغ عددهم 13,000 نسمة تصبح هي أكبر بلدة في بلدية دي فريزه ميرين.

## طوبوغرافيا
خريطة طوبوغرافية هولندية لقرية يوره، يونيو 2014.

## معرض صور

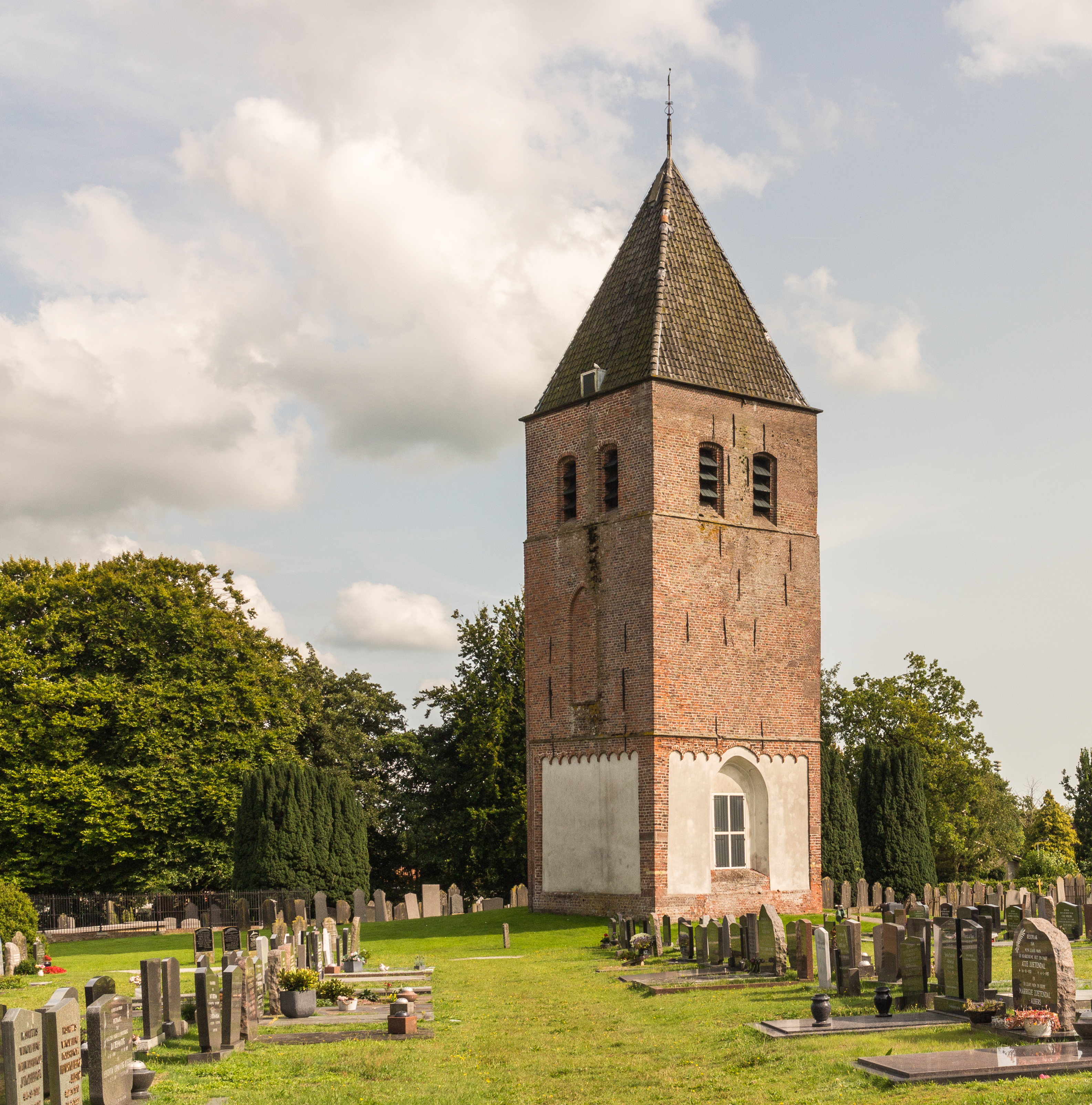
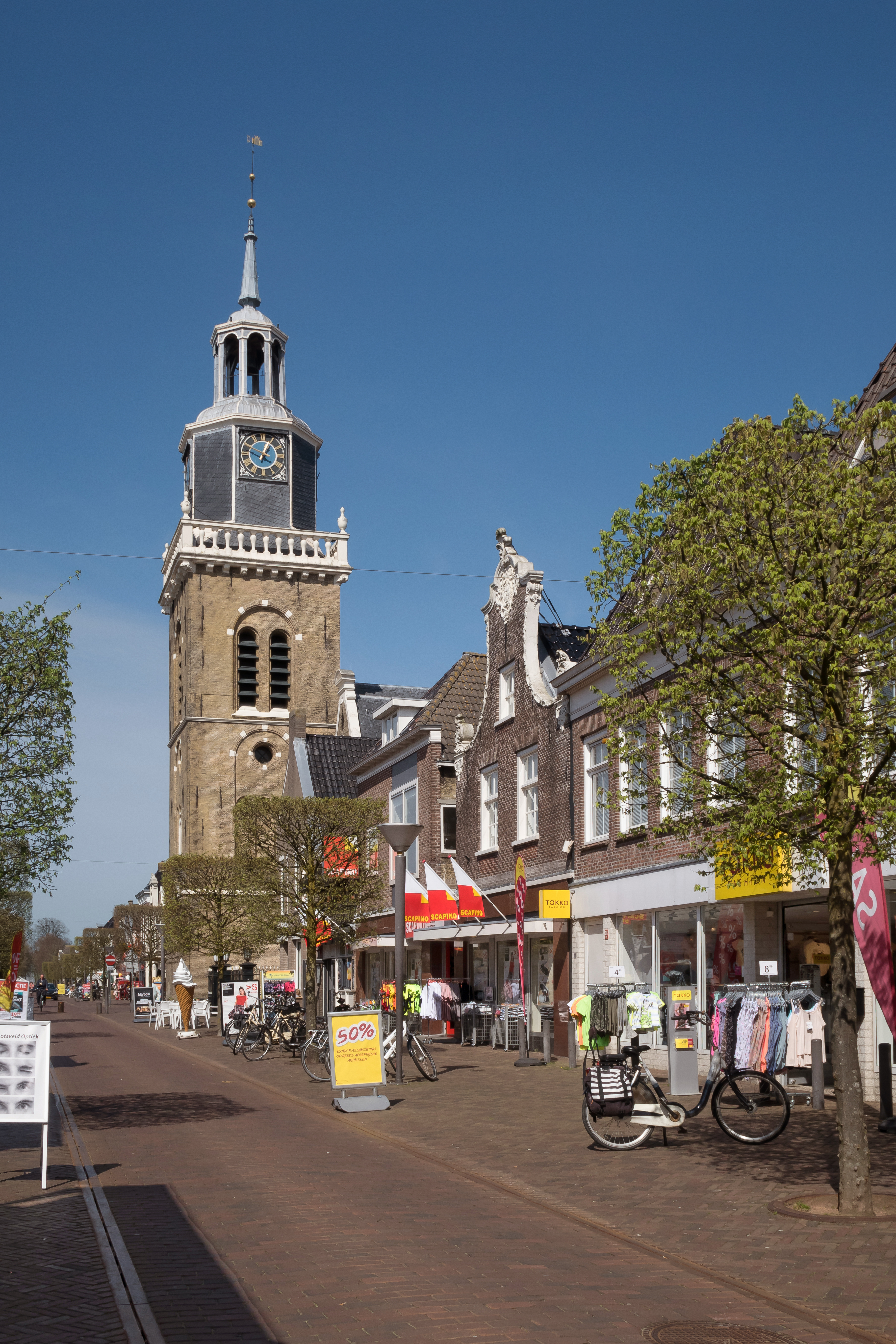
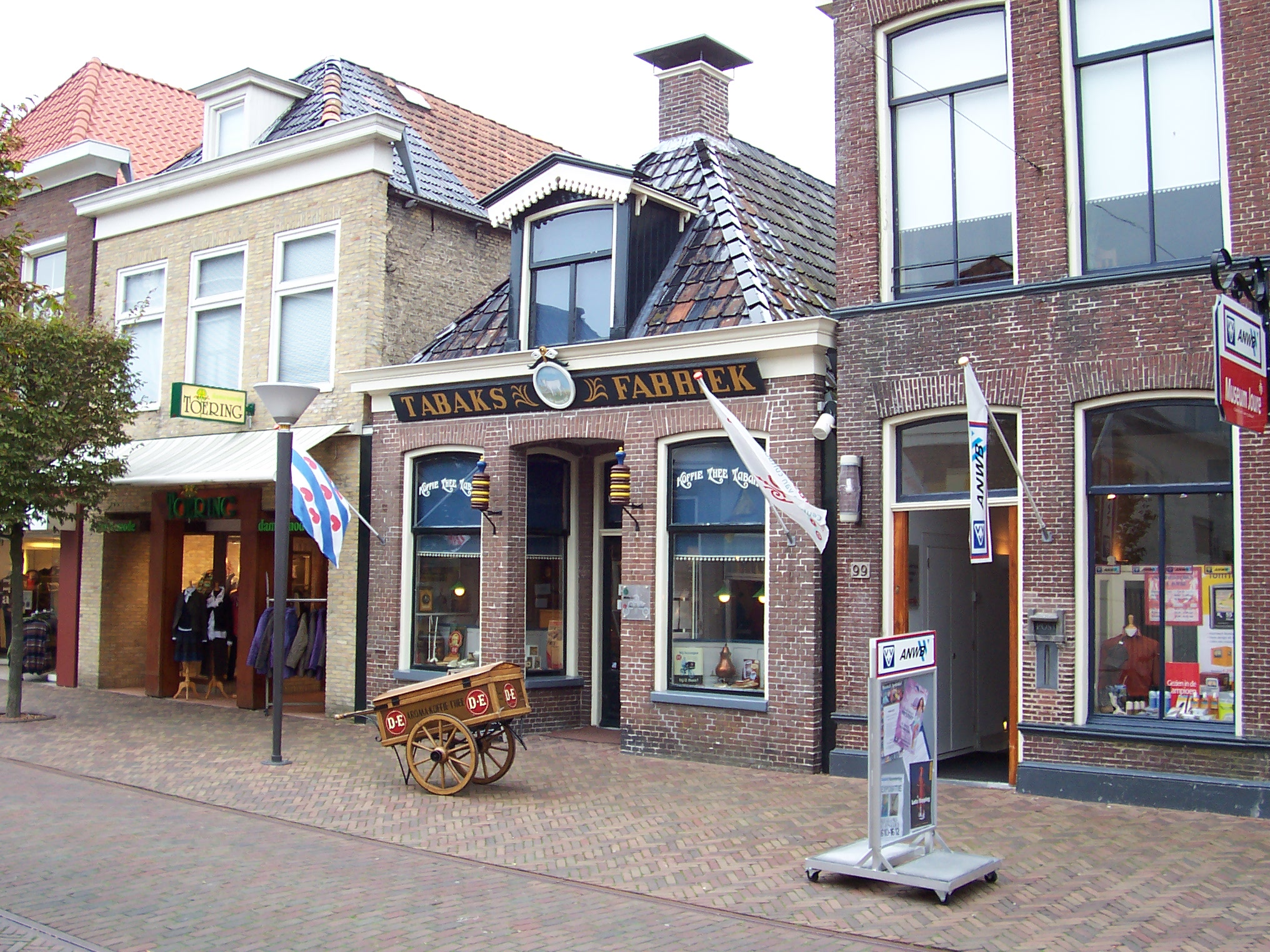
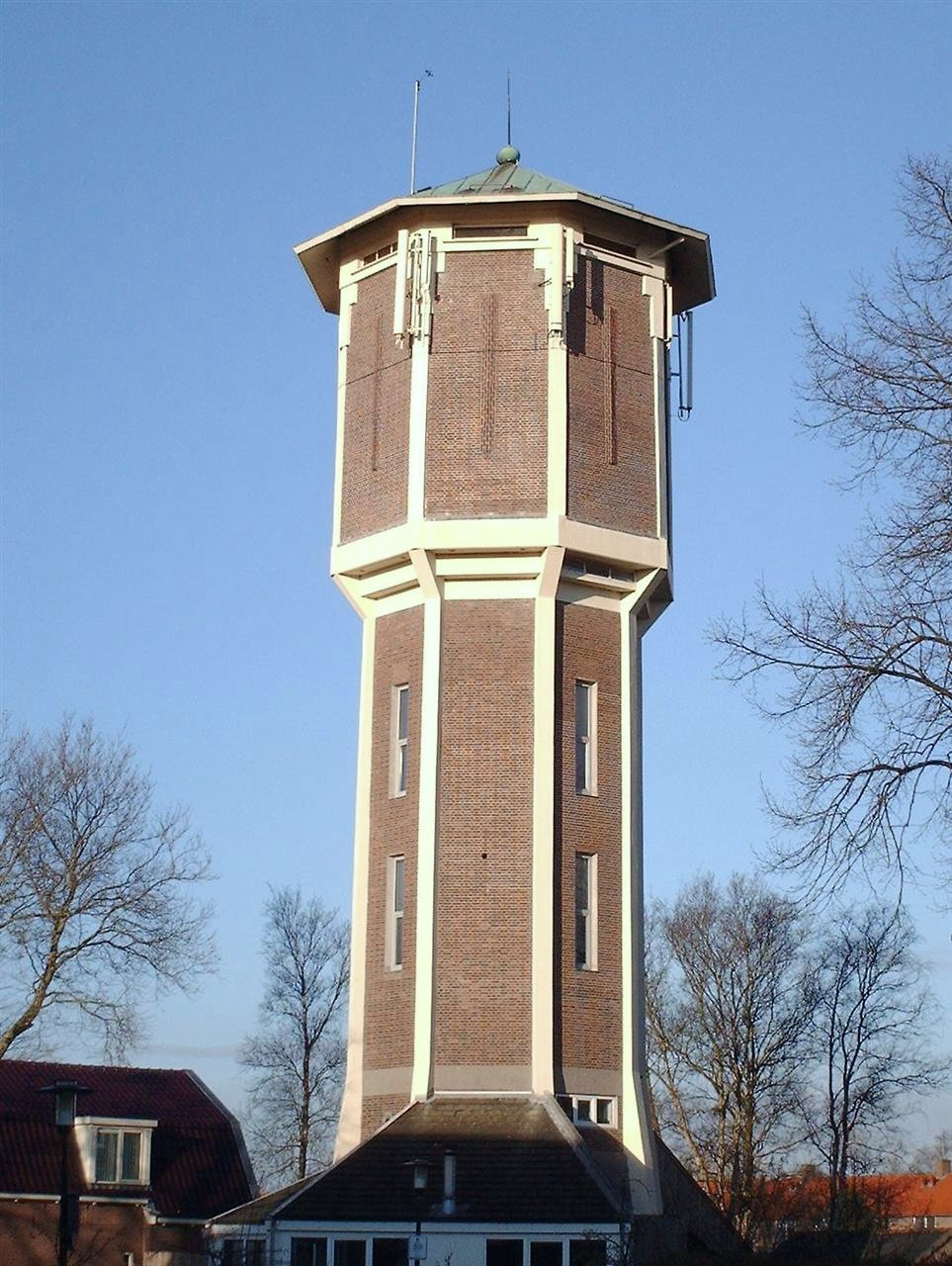
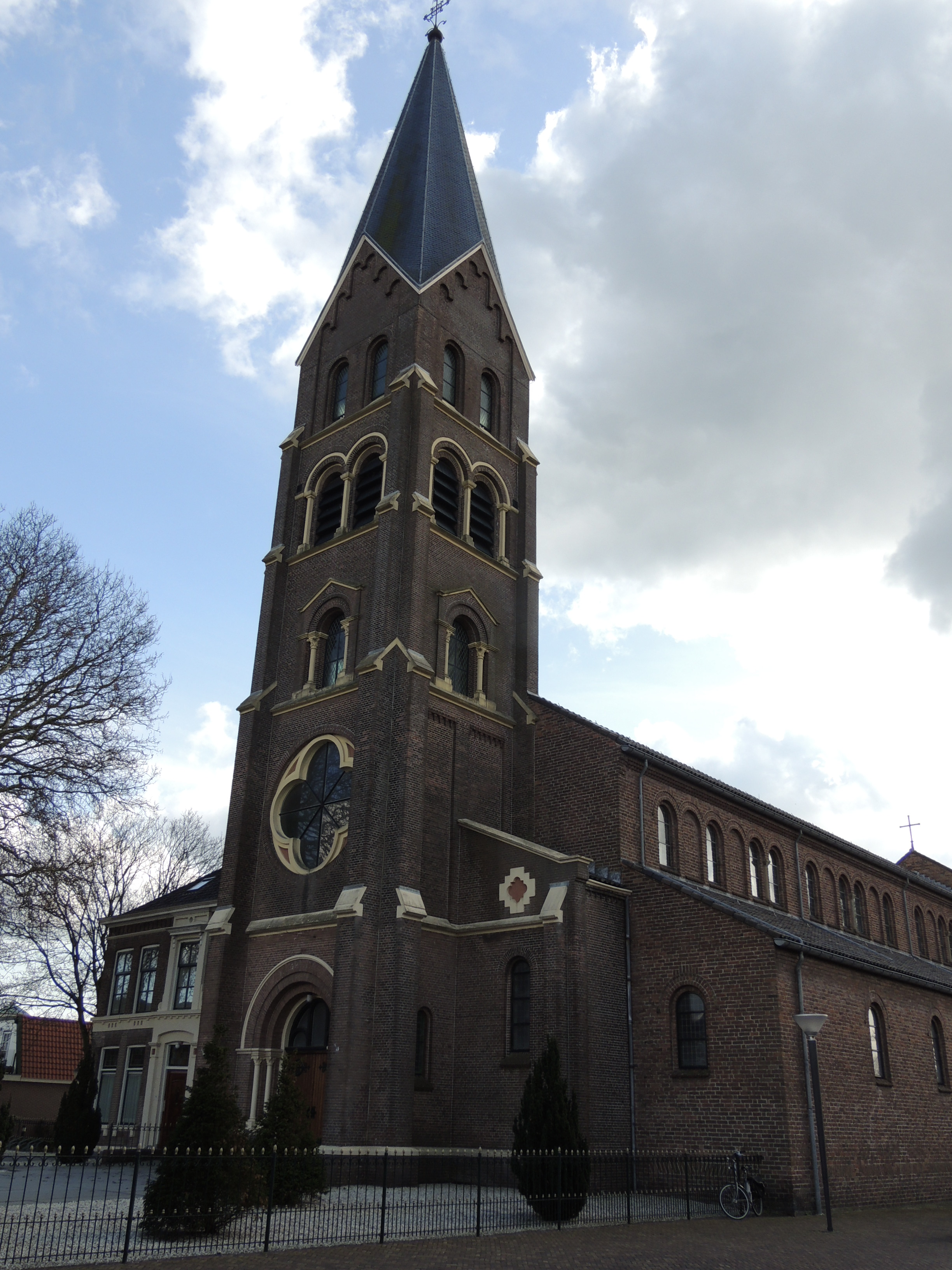

## أعلام
- جيلي تن راويلار